# Nimmons (Arkansas)
Nimmons es un pueblo ubicado en el condado de Clay en el estado estadounidense de Arkansas. En el Censo de 2010 tenía una población de 69 habitantes y una densidad poblacional de 106,14 personas por km².

## Geografía
Nimmons se encuentra ubicado en las coordenadas 36°18′23″N 90°5′43″O / 36.30639, -90.09528. Según la Oficina del Censo de los Estados Unidos, Nimmons tiene una superficie total de 0.65 km², de la cual 0.65 km² corresponden a tierra firme y (0%) 0 km² es agua.

## Demografía
Según el censo de 2010, había 69 personas residiendo en Nimmons. La densidad de población era de 106,14 hab./km². De los 69 habitantes, Nimmons estaba compuesto por el 98.55% blancos, el 0% eran afroamericanos, el 0% eran amerindios, el 0% eran asiáticos, el 0% eran isleños del Pacífico, el 0% eran de otras razas y el 1.45% pertenecían a dos o más razas. Del total de la población el 0% eran hispanos o latinos de cualquier raza.